# IOS
iOS(한국어: 아이오에스, 2010년 6월 이전까지 iPhone OS)는 애플의 자사의 스마트폰 전용으로 개발한 모바일 운영체제이다. 2007년 6월 출시된 1세대 아이폰용으로 2007년 1월에 공개됐다.
아이폰을 포함하여 회사의 많은 모바일 장치를 구동하는 운영 체제이다. 또한 2019년 iPadOS가 출시될 때까지 아이패드(출시: 2010년 1월, 출시일: 2010년 4월)와 2022년 중반에 단종된 아이팟 터치 장치에서도 사용되었다. 안드로이드에 이어 세계에서 두 번째로 널리 설치된 모바일 운영 체제이다. 이는 애플이 만든 다른 세 가지 운영 체제인 아이패드OS, tvOS 및 watchOS의 기반이다.
2023년 12월 기준 애플 앱 스토어에는 380만 개 이상의 iOS 애플리케이션이 포함되어 있다. 이러한 모바일 앱은 총 1,300억 회 이상 다운로드되었다.
iOS는 macOS를 기반으로 한다. macOS와 마찬가지로 Mach 마이크로커널 및 FreeBSD의 구성 요소가 포함되어 있다. 유닉스 계열 운영체제이다. iOS의 일부 부분은 애플 공공 소스 라이선스 및 기타 라이선스에 따라 오픈 소스이지만 iOS는 사유 소프트웨어이다.
iOS의 주요 버전은 매년 출시된다. 현재 안정 버전인 iOS 17은 2023년 9월 18일 대중에게 출시되었다.

## 구조
iOS는 macOS를 기반으로 만들어져 있다. macOS와 마찬가지로, 다윈 파운데이션을 기반으로 한다.
iOS는 macOS의 요소인 코코아, 코어 애니메이션 등의 애플리케이션 프레임워크를 포함하고 있다. 여기에 멀티 터치를 비롯하여 종래의 휴대 전화 및 스마트폰에는 없었던 저만의 사용자 인터페이스를 구현하고 있다. 다시 말해, 아이폰 운영 체제는 네 개의 추상화 계층을 가지고 있다. 이를테면 코어 OS 계층(Core OS layer), 코어 서비스 계층(Core services layer), 미디어 계층(Media layer), 코코아 터치 계층이라는 네 개의 계층을 가지고 있다. iOS는 플래시 메모리에 설치할 수 있다.

## 역사
iOS는 2007년 아이폰, 아이팟, 아이패드 등을 위한 자사 운영체제로서 공개되었다. 처음 공개되었을 당시에는 사용자가 개발한 애플리케이션의 추가가 허용되지 않았었으나, 2008년 6월 이후 iOS에서 소프트웨어를 개발할 수 있는 도구인 SDK가 공개되어, 2.0 버전부터는 애플의 앱 스토어를 통해 자유롭게 사용자 애플리케이션을 공개하고 판매할 수 있게 되었다.
2008년 3월 6일 아이폰 SDK의 첫 베타 버전이 배포되기 전까지, 이 운영 체제는 처음에는 공식 이름을 갖고 있지 않았다. 그 전까지는 애플 마케팅 측에서는 단순히 "아이폰은 OS X(애플의 데스크톱 운영 체제)를 사용합니다"라고만 말하고는 하였다.
그러나 2010년 6월 8일, WWDC 2010 기조 연설에서 스티브 잡스는 iPhone OS가 아이폰은 물론 아이팟 터치, 아이패드에서도 쓰이는 범용 운영 체제이므로 공식 명칭을 iOS로 변경한다고 밝혔고, 그 후부터 iOS가 공식 이름으로 사용되었다. 또한, 2010년 6월 7일 기준으로, iOS에서 작동하는 22만 5천 개 이상의 응용 소프트웨어들이 애플의 앱스토어에 올라가 있으며, 누적 다운로드 횟수는 50억 회를 넘어섰고 (2012년 2월 23일 기준 245억 회 초과), 2010년 6월안에 iOS 운영 체제를 사용하는 기기의 판매량이 1억 대를 넘어설 것이라고 발표하였다.
2013년 6월 10일, 애플 WWDC 기조 연설에서는 새로운 플랫(flat) 인터페이스와 제어 센터, iOS in the Car 등을 추가한 iOS 7이 정식 공개되었다.
2014년 6월 3일, 애플은 미국 샌프란시스코에서 개최된 WWDC 2014에서 iOS 8을 공개하였다. 이후 2014년 9월 18일, 아이폰6, 아이폰 6 플러스의 공개와 함께 정식 배포를 시작하였다.
2015년 6월 8일, 애플은 미국 샌프란시스코에서 개최된 WWDC 2015에서 지도, 시리, 메모 앱의 개선 및 뉴스 서비스, 음악 스트리밍 서비스 등이 담긴 iOS 9를 공개하였다. 아울러 iOS 정식 출시 전 개발자들에게 배포하던 베타 버전을 iOS 9부터는 일반 사용자들을 대상으로 한 퍼블릭 베타 버전도 공개하였다.
2016년 6월 13일, 애플 미국 샌프란시스코에서 개최 된 WWDC 2016에서 iOS 10을 공개하였으며, 2016년 9월 13일, 정식 배포를 시작하였다.
2017년 6월 5일, 애플은 미국 샌프란시스코에서 개최된 WWDC 2017에서 iOS 11을 공개하였다.
이어서 iOS 12가 공개되었다.
2019년 가을에 출시된 iOS 13은 다크모드, 동영상편집, 애플로 로그인(Login with Apple ID)를 탑재했다. 그리고 아이패드는 iPadOS로 분리되었다.
2020년 가을에 출시된 iOS 14는 앱 라이브러리 등의 기능이 추가되었다.
2021년 가을에 출시된 iOS 15에서는 iPadOS 15에서도 iOS 14에 있지만 iPadOS 14에서는 없었던 기능이 모두 추가되었다.
2022년 9월 13일에 출시된 iOS 16에서는 잠금화면 커스텀이 가능해졌으며 홈버튼이 없는 아이폰도 배터리 잔량 표시할 수 있는 기능이 추가되었다. (아이폰 XR, 아이폰 11 및 미니 라인업은 iOS 16.1에서 추가 예정)

## 사용자 인터페이스
iOS의 사용자 인터페이스는 멀티 터치 제스처에 의한 직접 조작 개념에 기반하고 있다. 인터페이스 컨트롤들은 슬라이더, 스위치, 버튼 등의 요소를 이루고 있다. 사용자 입력에 대한 반응은 멀티 터치 제스처를 응용한 다이렉트 매니퓰레이션(direct manipulation) 개념에 기반하고 있다. 사용자에 입력에 대한 반응은 비교적 즉각적인데 이는 부드러운 인터페이스를 제공하기 위한 것이다. iOS과 사용자 간의 상호 작용(인터랙션) 제스처 종류에는 스와이핑(옆으로 넘기기), 태핑(두드리기), 핀칭(두 손가락으로 집기), 리버스 핀칭(두 손가락으로 집었다가 펼치기) 등이 있다. 또한, 일부 응용 소프트웨어들은 내장된 가속도계를 이용, 기기를 가로로 돌리거나 세로로 돌리면 화면을 그것에 따라 가로로 돌리거나 세로로 돌리는 기능을 제공하고 있다.
홈 스크린(home screen)의 이름은 스프링보드(SpringBoard)이다. 스프링보드에는 응용 소프트웨어 아이콘들이 나열되어 있으며, 또한 사용자가 가장 많이 실행하는 응용 소프트웨어 아이콘들을 나열하는 독(dock)이 화면 아래쪽에 붙어 있다. 또한 화면 상단에는 상태 표시줄이 붙어 있다. 상태 표시줄은 시간, 배터리 수준, 신호 세기 등을 보여 준다. 이뿐 아니라 화면의 나머지 공간은 실행되는 응용 소프트웨어를 위한 공간이 된다. 응용 프로그램을 "시작"시키거나 "종료"시킨다는 개념이 없다. 대신 홈 스크린에서 응용 소프트웨어를 "열고", 응용 소프트웨어를 "떠나" 다시 홈 스크린으로 "돌아올" 뿐이다. 아이폰 OS 3.0부터는 응용 소프트웨어가 애플의 서버로부터 통지(notification)를 받는 것이 가능해졌고, iOS 4부터는 홈 화면을 거치지 않아도 홈 버튼을 두번 눌러 멀티태스킹을 통해 이동 할 수 있게 바뀌었다. 많은 응용 프로그램들이 서로 상호 작용하여 작동되도록 설계되었다. 데이터를 공유하거나 한 응용 소프트웨어로부터 다른 응용 소프트웨어로 데이터를 전달하는 것이 가능하다. (예를 들면, 이메일 응용 소프트웨어에서 전화 번호를 선택한 뒤, 전화번호부에 저장한 후, 전화를 걸 수 있다.)

## 응용 프로그램
아이폰과 아이팟 터치에 내장된 중앙 처리 장치는 ARM 기반 프로세서이다. (매킨토시 컴퓨터에 사용된 X86이나, 파워피시 혹은 MC68000 프로세서가 아니다.) 아이폰과 아이팟에는 또한 OpenGL ES 1.1 버전 소프트웨어가 내장되었고, 파워VR 3차원 그래픽 하드웨어 가속 그래픽 프로세서에 의해 구동된다. macOS 응용 프로그램은 iOS 기기로 복사되어 실행될 수 없다. iOS와 ARM 아키텍처에 맞게 컴파일된 응용 소프트웨어만이 iOS 기기에서 구동된다.
iOS 6는 메시지, 캘린더, 사진, 카메라, 비디오, 지도, 날씨, 메모, 미리 알림, 시계, 게임 센터, 뉴스 가판대, 아이튠즈, 앱스토어, 설정, 주가, 연락처, 계산기, 나침반, 음성 메모, 전화, 메일, 사파리 등의 응용 프로그램을 내장하고 있고, 이 외에도 내장 트위터, 아이클라우드 등의 내장 기능과 함께, 2011년 출시된 아이폰 4S와 2012년 출시된 아이폰 5, 아이패드 3, 4세대, 아이패드 미니, 아이팟 터치 5세대에 한해 가상 비서 프로그램인 시리를 사용할 수 있다. 아이팟 터치 또한 같은 응용 프로그램들이 기본적으로 들어가 있다. 하지만 전화 응용 프로그램은 들어가 있지 않으며, 페이스타임 응용 프로그램이 포함되어 있다. 사파리를 통해 웹 응용 프로그램을 구동할 수도 있다.
iOS는 공식적으로 인허가를 받아 앱스토어에 올라온 응용 프로그램만 설치할 수 있다. 하지만 iOS 탈옥을 통해 시디아에서 앱스토어에 있지 않은 서드파티 응용 프로그램이나 트윅을 설치할 수 있다. 이 같은 응용 프로그램들은 iOS 탈옥이 지원되지 않는 최신 iOS로 업데이트 할 경우 손상된다.
iOS 7부터 하드웨어가 허용하는 경우 64비트 응용 프로그램을 구동할 수 있다.

## 버전 역사

### 최신 버전
| 제품 | iOS 최신 버전   |
| --- | --------------- |
| 아이폰 (1세대) 아이팟 터치 (1세대) | iPhone OS 3.1.3 |
| 아이폰 3G 아이팟 터치 (2세대) | iOS 4.2.1       |
| 아이패드 (1세대) 아이팟 터치 (3세대) | iOS 5.1.1       |
| 아이폰 3GS 아이팟 터치 (4세대) | iOS 6.1.6       |
| 아이폰 4 (GSM, CDMA) | iOS 7.1.2       |
| 아이폰 4S 아이패드 (2세대, 3세대) 아이패드 미니 (1세대) 아이팟 터치 (5세대) | iOS 9.3.6       |
| 아이폰 5 아이폰 5C 아이패드 (4세대, 5세대, 6세대) 아이패드 미니 (2세대, 3세대, 4세대) | iOS 10.3.3      |
| 아이폰 5S 아이폰 6 아이폰 6 플러스 | iOS 12.5.5      |
| 아이폰 6S 아이폰 6S 플러스 아이폰 7 아이폰 7 플러스 아이폰 SE (1세대) | iOS 15.6        |
| 아이폰 8 아이폰 8 플러스 아이폰 X 아이폰 XR 아이폰 XS 아이폰 XS 맥스 아이폰 11 아이폰 11 프로 아이폰 11 프로 맥스 아이폰 12 미니 아이폰 12 아이폰 12 프로 아이폰 12 프로 맥스 아이폰 13 미니 아이폰 13 아이폰 13 프로 아이폰 13 프로 맥스 아이폰 14 아이폰 14 플러스 아이폰 14 프로 아이폰 14 프로 맥스 | iOS 16.0.2      |

## iOS 퍼블릭 베타
iOS 퍼블릭 베타(Pubilc Beta)는 기존 개발자 베타 버전에서 일반 사용자들이 사용할 수 있도록 공개베타 버전으로 별도로 출시된 운영 체제이다.

## iOS SDK
iOS 개발을 쉽게 해 주는 애플의 도구이다.

## 탈옥
iOS는 다양한 경로를 통해 여러 가지 핵을 가지고 해킹할 수 있다. 대부분 이런 핵들은 애플이 공식적으로 지원하지 않는 기능에 초점을 두고 있다. 최초에는 앱스토어 개장 전 서드파티 응용 프로그램의 사용, 블루투스, 멀티태스킹 사용 등의 목적으로 탈옥이 이용되었으나 이 기능들이 모두 소프트웨어 업데이트를 통해 해결된 후 현재는, SIM 잠금 해제, 시디아(Cydia)를 통한 트윅 사용, 테마 적용 등의 목적으로 이용되고 있다.

## 보안 문제
2010년 8월 4일, 독일 연방정보보안청은 애플의 운영 체제를 쓰는 아이폰과 아이패드, 아이팟에 심각한 보안상 결함이 발견되었다면서 애플이 소프트웨어를 업데이트하기 전까지 PDF 문서나 수상한 웹사이트에 접근하지 말 것을 경고했다. 연방정보보안청은 해커가 악성코드를 심은 뒤 사용자의 개인정보를 빼낼 수 있다고 지적하면서 해커들이 조만간 취약점을 이용해 공격을 시도할 것이라고 경고했다. 이는 이후 애플의 iOS 업데이트로 해결되었다.

## 같이 보기
- 애플
- 아이폰
- 아이팟 터치
- macOS
- 맥 OS
- 모바일 운영 체제